# Кокорова (Мехединци)
Кокорова (рум. Cocorova) насеље је у Румунији у округу Мехединци у општини Шишешти. Oпштина се налази на надморској висини од 222 m.

## Становништво
Према подацима из 2002. године у насељу је живело 386 становника, од којих су сви румунске националности.